# NHL Entry Draft 2018
NHL Entry Draft 2018 – 56. draft w historii odbył się 22–23 czerwca 2018 w hali American Airlines Center w Dallas (Stany Zjednoczone).
Wśród drużyn, które nie awansowały do play-off 28 kwietnia 2018, w losowaniu poprzedzającym draft, wybrane zostały drużyny mające pierwszeństwo naboru. Pierwszeństwo wylosowała drużyna Buffalo Sabres przed Carolina Hurricanes i Montreal Canadiens.
W drafcie mogli uczestniczyć zawodnicy urodzeni pomiędzy 1 stycznia 1998 a 15 września 2000 oraz niedraftowani hokeiści urodzeni poza Ameryką Północną w roku 1997. Ponadto zawodnicy urodzeni po 30 czerwca 1998, którzy byli draftowani w 2016 ale nie podpisali kontraktu z drużynami NHL mogli uczestniczyć w drafcie ponownie.
16 kwietnia 2018 NHL Central Scouting ogłosił listę najbardziej perspektywicznych zawodników z Ameryki Północnej oraz Europy. Na czele listy znaleźli się Rosjanin Andriej Swiecznikow (grający w Barrie Colts) i Szwed Rasmus Dahlin.
W drafcie wybranych zostało 217 graczy z 14 krajów. Poza Kanadą (71 zawodników) i Stanami Zjednoczonymi (55) najwięcej graczy pochodziło ze Szwecji (28), Rosji (19) i Finlandii (15).

## Runda 1
| #   | Zawodnik             | Pozycja         | Drużyna NHL                            | Klub macierzysty                  |
| --- | -------------------- | --------------- | -------------------------------------- | --------------------------------- |
| 1   | Rasmus Dahlin        | Obrońca         | Buffalo Sabres                         | Frölunda HC (SHL)                 |
| 2   | Andriej Swiecznikow  | Prawoskrzydłowy | Carolina Hurricanes                    | Barrie Colts (OHL)                |
| 3   | Jesperi Kotkaniemi   | Środkowy        | Montreal Canadiens                     | Porin Ässät (Liiga)               |
| 4   | Brady Tkaczuk        | Lewoskrzydłowy  | Ottawa Senators                        | Boston University (Hockey East)   |
| 5   | Barrett Hayton       | Środkowy        | Arizona Coyotes                        | Sault Ste. Marie Greyhounds (OHL) |
| 6   | Filip Zadina         | Prawoskrzydłowy | Detroit Red Wings                      | Halifax Mooseheads (QMJHL)        |
| 7   | Quinn Hughes         | Obrońca         | Vancouver Canucks                      | University of Michigan (Big Ten)  |
| 8   | Adam Boqvist         | Obrońca         | Chicago Blackhawks                     | Brynäs IF (SHL)                   |
| 9   | Witalij Krawcow      | Prawoskrzydłowy | New York Rangers                       | Traktor Czelabińsk (KHL)          |
| 10  | Evan Bouchard        | Obrońca         | Edmonton Oilers                        | London Knights (OHL)              |
| 11. | Oliver Wahlstrom     | Prawoskrzydłowy | New York Islanders                     | USA Hockey National Team (USHL)   |
| 12. | Noah Dobson          | Obrońca         | New York Islanders (za Flames)1        | Acadie-Bathurst Titan (QMJHL)     |
| 13. | Ty Dellandrea        | Środkowy        | Dallas Stars                           | Flint Firebirds (OHL)             |
| 14. | Joel Farabee         | Lewoskrzydłowy  | Philadelphia Flyers (za Blues)2        | USA Hockey National Team (USHL)   |
| 15. | Grigorij Dienisienko | Lewoskrzydłowy  | Florida Panthers                       | Łokomotiw Jarosław (MHL)          |
| 16. | Martin Kaut          | Prawoskrzydłowy | Colorado Avalanche                     | HC Pardubice (EHL)                |
| 17. | Ty Smith             | Obrońca         | New Jersey Devils                      | Spokane Chiefs (WHL)              |
| 18. | Liam Foudy           | Środkowy        | Columbus Blue Jackets                  | London Knights (OHL)              |
| 19. | Jay O'Brien          | Środkowy        | Philadelphia Flyers                    | Thayer Academy Tigers (USHS)      |
| 20. | Rasmus Kupari        | Środkowy        | Los Angeles Kings                      | Oulun Kärpät (Liiga)              |
| 21. | Ryan Merkley         | Obrońca         | San Jose Sharks                        | Guelph Storm (OHL)                |
| 22. | K’Andre Miller       | Obrońca         | New York Rangers (za Penguins)3        | USA Hockey National Team (USHL)   |
| 23. | Isac Lundeström      | Środkowy        | Anaheim Ducks                          | Luleå HF (SHL)                    |
| 24. | Filip Johansson      | Obrońca         | Minnesota Wild                         | Leksands IF (Allsvenskan)         |
| 25. | Dominik Bokk         | Skrzydłowy      | St. Louis Blues (za Maple Leafs)4      | Växjö Lakers (SHL)                |
| 26. | Jacob Bernard-Docker | Obrońca         | Ottawa Senators (za Bruins)5           | Okotoks Oilers (AJHL)             |
| 27. | Nicolas Beaudin      | Obrońca         | Chicago Blackhawks (za Predators)6     | Drummondville Voltigeurs (QMJHL)  |
| 28. | Nils Lundkvist       | Obrońca         | New York Rangers (za Lightning)7       | Luleå HF (SHL)                    |
| 29. | Rasmus Sandin        | Obrońca         | Toronto Maple Leafs (za Jets)8         | Sault Ste. Marie Greyhounds (OHL) |
| 30. | Joe Veleno           | Środkowy        | Detroit Red Wings (za Golden Knights)9 | Drummondville Voltigeurs (QMJHL)  |
| 31. | Aleksandr Aleksiejew | Obrońca         | Washington Capitals                    | Red Deer Rebels (WHL)             |

Adnotacje
1. Przekazanie prawa do naboru w pierwszej rundzie dla New York Islanders jako składowa transferu Travisa Harmonica do Calgary Flames.
2. Przekazanie prawa do naboru w pierwszej rundzie dla Philadelphia Flyers jako składowa transferu Braydena Schenna za Jori Lehterę.
3. Przekazanie prawa do naboru w pierwszej rundzie dla New York Rangers jako składowa łączonej transakcji między Pittsburgh Penguins, New York Rangers i Ottawa Senators. W tym transfer Iana Cole'a i Filipa Gustavssona do Ottawy 23.02.2018.
4. Przekazanie prawa do naboru w pierwszej rundzie dla St. Louis Blues jako składowa transakcji z Toronto Maple Leafs.
5. Przekazanie prawa do naboru w pierwszej rundzie dla Ottawa Senators jako składowa łączonej transakcji pomiędzy Ottawa Senators, Boston Bruins i New York Rangers. W tym transfer Ricka Nasha do Bostonu 25.02.2018.
6. Przekazanie prawa do naboru w pierwszej rundzie dla Chicago Blackhawks jako składowa transferu Ryana Hartmana za Victora Ejdsella 26.02.2018.
7. Przekazanie prawa do naboru w pierwszej rundzie dla New York Rangers jako składowa transferu Ryana McDonagha i J.T. Millera za Władisława Namiestnikowa, Libora Hajka i Bretta Howdena 26.02.2018.
8. Przekazanie prawa do naboru w pierwszej rundzie dla Toronto Maple Leafs jako składowa łączonej transakcji Winnipeg Jets, Toronto Maple Leafs i St. Louis Blues. W tym transfer Paula Stastnego do Winnipeg Jets 26.02.2018.
9. Przekazanie prawa do naboru w pierwszej rundzie dla Detroit Red Wings jako składowa transferu Tomáša Tatara do Vegas 26.02.2018.

## Runda 2
| #  | Zawodnik         | Pozycja         | Drużyna NHL           | Klub macierzysty                    |
| -- | ---------------- | --------------- | --------------------- | ----------------------------------- |
| 49 | Kiriłł Marczenko | Prawoskrzydłowy | Columbus Blue Jackets | Mamonty Jugry Chanty-Mansyjsk (MHL) |
| 61 | Iwan Morozow     | Center          | Vegas Golden Knights  | Mamonty Jugry Chanty-Mansyjsk (MHL) |

## Runda 6
| #   | Zawodnik          | Pozycja         | Drużyna NHL                      | Klub macierzysty    |
| --- | ----------------- | --------------- | -------------------------------- | ------------------- |
| 173 | Veini Vehviläinen | Bramkarz        | Columbus Blue Jackets            | Kärpät (Liiga)      |
| 186 | Artiom Manukian   | Prawoskrzydłowy | Vancouver Canucks (z Washington) | Awangard Omsk (KHL) |